# Америка, Америка
«Америка, Америка» (англ. America America) — американский кинофильм 1963 года, снятый режиссёром Элиа Казаном по собственной книге, посвящённой приключениям и злоключениям его дяди. Приз МКФ и премия «Оскар» за лучшую работу художника-постановщика, а также три других номинации на «Оскар».

## Сюжет
1896 год. Молодой грек Ставрос Топузоглу (его играет 22-летний Статис Ялелис) живёт в Османской империи, в анатолийской сельской глубинке, и страстно мечтает о другой жизни. Он любит свою родину, но хочет уехать на чужбину… Экранное действие предваряется суровым горным пейзажем и закадровой фразой: 
Анатолия — древняя страна армян и греков.
 Однако, деспотическая турецкая власть унижает и притесняет христианских подданных. Это яркими штрихами показано в фильме. Армяне восстают против угнетателей — репрессии властей обрушиваются как на семьи повстанцев, так и на совершенно непричастных людей. В фильме есть кадры, изображающие один из первых турецких концлагерей…
Отец отправляет Ставроса в Константинополь, снабдив его всеми семейными деньгами, чтобы Ставрос вошёл в дело отцовского кузена Одиссея (его играет Гарри Дэвис), торговца коврами. Ставрос идёт на разведку, с целью подготовить переезд в столицу всей семьи. И вот верхом на ослике юноша отправляется в долгий и опасный путь. По дороге в горах, вследствие собственной доброты и наивности, он лишается всех денег. Одного из грабителей Ставрос убивает, но ему не удаётся вернуть похищенное. В столице же дядя Одиссей оказался совсем не рад тому, что вместо ожидаемого пополнения капиталов он получил бедного родственника. Впрочем, есть ещё возможность поправить дело. Для этого Ставрос должен жениться на богатой невесте. И невеста имеется в наличии, но герой совершенно не настроен вступать в брак, ведь это помешало бы ему осуществить свою мечту: эмигрировать в США — страну широких возможностей.
Разъяренный отказом, дядя выгоняет Ставроса из дома, и тому приходится вкусить все прелести константинопольского дна. Он питается тем, от чего отказываются другие, и берётся за ту работу, которую больше никто не хочет выполнять. Во время нападения правительственных войск на ночлежку, где живёт Ставрос, он получает тяжёлое ранение и с трудом добирается домой к дяде. Тот, сжалившись, соглашается приютить парня, пока он не выздоровеет…
Невеста, с которой Ставрос отважился поделиться своей мечтой, даёт ему деньги на билет. На пароходе у Ставроса происходит бурный роман с 50-летней супругой армянского миллионера. Разгневанный супруг требует от капитана, чтобы Ставросу запретили выход на Американский берег. Но благодаря помощи своего нового друга — смертельно больного армянина Ованеса, с которым они меняются документами, — Ставрос всё-таки ступает на землю вожделенной Америки, становится чистильщиком обуви, накапливает состояние и выписывает в США анатолийских родственников (включая самого Элиа Казанджоглу-Казана).